# Progrès Versicherungen

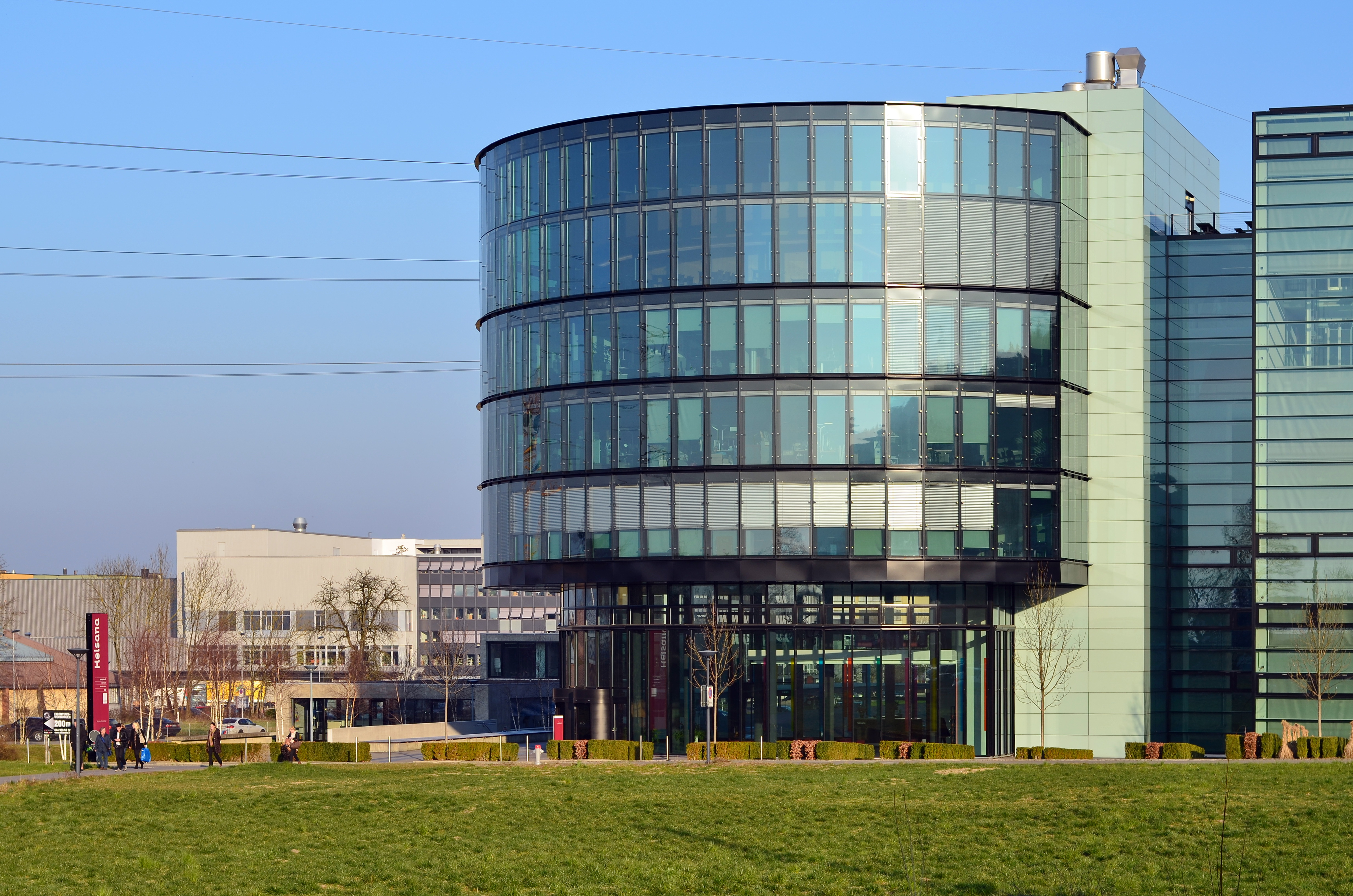
Verwaltungssitz der Helsana-Gruppe in Dübendorf-Stettbach

Logo bis 16. Juni 2013

Die Progrès Versicherungen AG mit Sitz in Dübendorf war eine auf die Krankenversicherung spezialisierte Schweizer Versicherungsgesellschaft der Helsana-Gruppe.

## Tätigkeitsgebiet
Das Kerngeschäft der Progrès Versicherungen AG bildete die obligatorische Grundversicherung nach dem Krankenversicherungsgesetz und optionale Zusatzversicherungen für ergänzende Leistungen bei Krankenpflege, Spitalbehandlungen, Langzeitpflege, Zahnbehandlungen sowie Lohnausfall und Kapitalversicherungen.
Bei den Zusatzversicherungen arbeitete die Progrès Versicherungen AG mit der Helsana-Gruppe.

## Geschichte
Progrès wurde 1903 in Le Locle gegründet und war bis Ende der 1980er Jahre eine im Kanton Neuenburg tätige lokale Krankenkasse. Ab Anfang der 1990er Jahre dehnte das Unternehmen als Teil der Helsana-Gruppe seine Geschäftstätigkeit zunächst auf die gesamte Westschweiz und später auf die ganze Schweiz aus. 2004 wurde das bisher in der Rechtsform einer Stiftung organisierte Unternehmen in eine Aktiengesellschaft umgewandelt. Im Zuge der Konzentration der Aktivitäten am neuen Hauptsitz der Helsana wurde 2008 der Sitz der Progrès Versicherungen von La Chaux-de-Fonds nach Dübendorf verlegt. Per 1. Januar 2011 fusionierte Progrès mit dem Grundversicherer Aerosana Versicherungen AG, ebenfalls eine Tochtergesellschaft der Helsana-Gruppe. Mit der Markenharmonisierung der Helsana-Gruppe per 16. Juni 2013 verlor Progrès ihren eigenen Markenauftritt und kommunizierte nur noch unter dem Dach von Helsana; die Progrès Versicherungen AG war dabei weiterhin eigenständiger Rechtsträger und juristische Person.
Per 1. Januar 2022 erfolgte der vollständige Zusammenschluss der Progrès Versicherungen AG mit der Helsana Versicherungen AG. Am 3. Januar 2022 wurde die Progrès Versicherungen AG als eigenständige Firma aus dem Handelsregister gelöscht.